# Service secret
Pour le film britannique de 1942, voir Service secret (film, 1942).
Un service secret est caractérisé par le secret (notamment le secret d'État) qui entoure son organisation, ses activités, voire la nature de ses activités.
Cette expression neutre est employée pour des organisations, dont le secret ou la nature controversée des activités, rendent difficiles d'autres désignations plus précises :
- service de renseignement ;
- police politique.

De nombreux États ont fait usage des sociétés secrètes dans leurs services secrets.
« Service secret » peut aussi être une (mauvaise) traduction du United States Secret Service, agence des États-Unis chargée de lutter contre la fausse monnaie et de protéger le Président.